# Armstrong Siddeley Hyena
Armstrong Siddeley Hyena war die Bezeichnung eines Kolbenflugmotors des britischen Herstellers Armstrong Siddeley, der für die Verwendung in der militärischen und der zivilen Luftfahrt bestimmt war.
Der 1933 vorgestellte luftgekühlte 15-Zylinder-Dreifachsternmotor wurde versuchsweise in das Jagdflugzeug Armstrong Whitworth A.W.16 (Luftfahrzeugkennzeichen G-ABKF) eingebaut. Das Flugzeug erhielt dafür eine besondere Motorverkleidung, die fünf in ihrer Größe veränderbare Lufteintrittsöffnungen hatte. Den Erstflug am 24. Oktober 1933 und die anschließende Erprobung absolvierte der damalige Chefpilot Charles Turner-Hughes. Ursprünglich war vorgesehen, den Motor auch in zwei weitere Muster einzubauen. Zum einen in den Jagdeinsitzer Armstrong Whitworth A.W.28 und zum anderen in das zweisitzige Mehrzweckflugzeug Armstrong Whitworth A.W.37. Da eine Serienfertigung unterblieb, weil das Problem der Kühlung des hinteren Sterns nicht zufriedenstellend gelöst werden konnte, blieb der Motor praktisch ohne weitere Verwendung.
Die drei Sterne des Motors waren hintereinander und nicht versetzt angeordnet, so dass jeweils drei Zylinder in einer Reihe standen. Trotz eines zur Unterstützung der Kühlung eingebauten Gebläses blieb diese unzureichend. Zum Antrieb der Luftschraube hatte der Motor ein Planetenuntersetzungsgetriebe.

## Technische Daten
| Bohrung       | 134,6 mm  |
| Hub           | 123,95 mm |
| Hubraum       | 26,6 l    |
| Startleistung | 618 PS    |